# Bengala de Gestaçô
Die Bengalas de Gestaçô (Stöcke von Gestaçô) sind gebogene Holzstöcke, die vorwiegend in der nordportugiesischen Ortschaft Gestaçô hergestellt werden.

## Geschichte
1902 gründete der Kaufmann Alexandre Pinto Ribeiro in Gestaçô eine Manufaktur zur Herstellung von Regenschirmgriffen. Zur Herstellung dieser Holzgriffe setzte Ribeiro auf eine neue Technik: Er weichte Holzstücke in kochendem Wasser auf und brachte sie dann mit Hilfe eines Metallstabs in Bogenform. Die Biegetechnik brachte nicht nur wirtschaftliche Vorteile durch eine schnellere und standardisierte Produktion, sondern sorgte auch für eine höhere Haltbarkeit.
Im Laufe der folgenden Jahre entwickelte sich in Gestaçô eine kleine Industrie für das Stockbiegen. Absatzmärkte waren vor allem die umliegenden Städte Porto und Braga, in denen die kunstvoll gebogenen Regenschirme zum gefragten modischen Accessoire für Herren wurden. Mit steigender Nachfrage entwickelten sich die Stöcke immer kunstvoller, etwa durch Aufsetzen von geschnitzten Nachbildungen von Tierköpfen.

## Das Handwerk heute
2007 gab es in Gestaçô laut Público noch sechs Handwerker, die die Herstellung von Bengalas beherrschten. Nach Jahrzehnten rückläufiger Nachfrage aufgrund des Wettbewerbsdrucks aus Fernost erlebte die Stockherstellung wieder Aufwind. Grund waren vor allem die in Portugal immer beliebter werdenden Queimas da Fita (rituelle Abschiedsveranstaltungen von Studiums-Absolventen, vor allem in Coimbra und Porto). Für die spezielle Tracht an diesen Feiern benötigen die Absolventen gebogene Holzstöcke, wie sie die Handwerker von Gestaçô herstellen.
Seit August 2007 gibt es in Gestaçô das Museum „Casa das Bengalas“, das die Geschichte der gebogenen Stöcke erläutert.